# 日本资本主义论争
日本资本主义论争（日语：／）是指约1933年—1937年，在持马克思主义立场的日本历史学家和经济学家中展开的一场论战；广义上有时也包括约1927年—1932年日本共产党与劳农派之间就“日本民主革命”问题展开的论战。这场论战的核心是日本资本主义的性质问题，讲座派与劳农派为此展开了激烈的论战。这也是所谓“时代区分论”中的一个重要争议点。